# Parótia-de-capacete
A parótia-de-capacete (Parotia carolae), também conhecida como parótia-da-carolina e parótia-de-carola, é uma espécie de ave passeriforme pertencente a família dos paradisaídeos, nativa das florestas montanhosas da ilha de Papua-Nova Guiné. São conhecidas por seus cortejos exuberantes e elaborados, os machos são polígamos e possuem haréns de fêmeas.

## Etimologia
O nome genérico "Parotia" vem do grego, que significa cachos de cabelo perto da orelha, referente as plumagens das espécies desse gênero. O nome específico "carolae" faz homenagem a Rainha Carolina de Vasa (apelidada de "Carola"), a esposa do Rei Alberto I da Saxônia, possuindo tais variáveis. O rei foi homenageado a partir da ave-do-paraíso-embandeirada (Pteridophora alberti), que também faz parte da família Paradisaeidae.

## Características

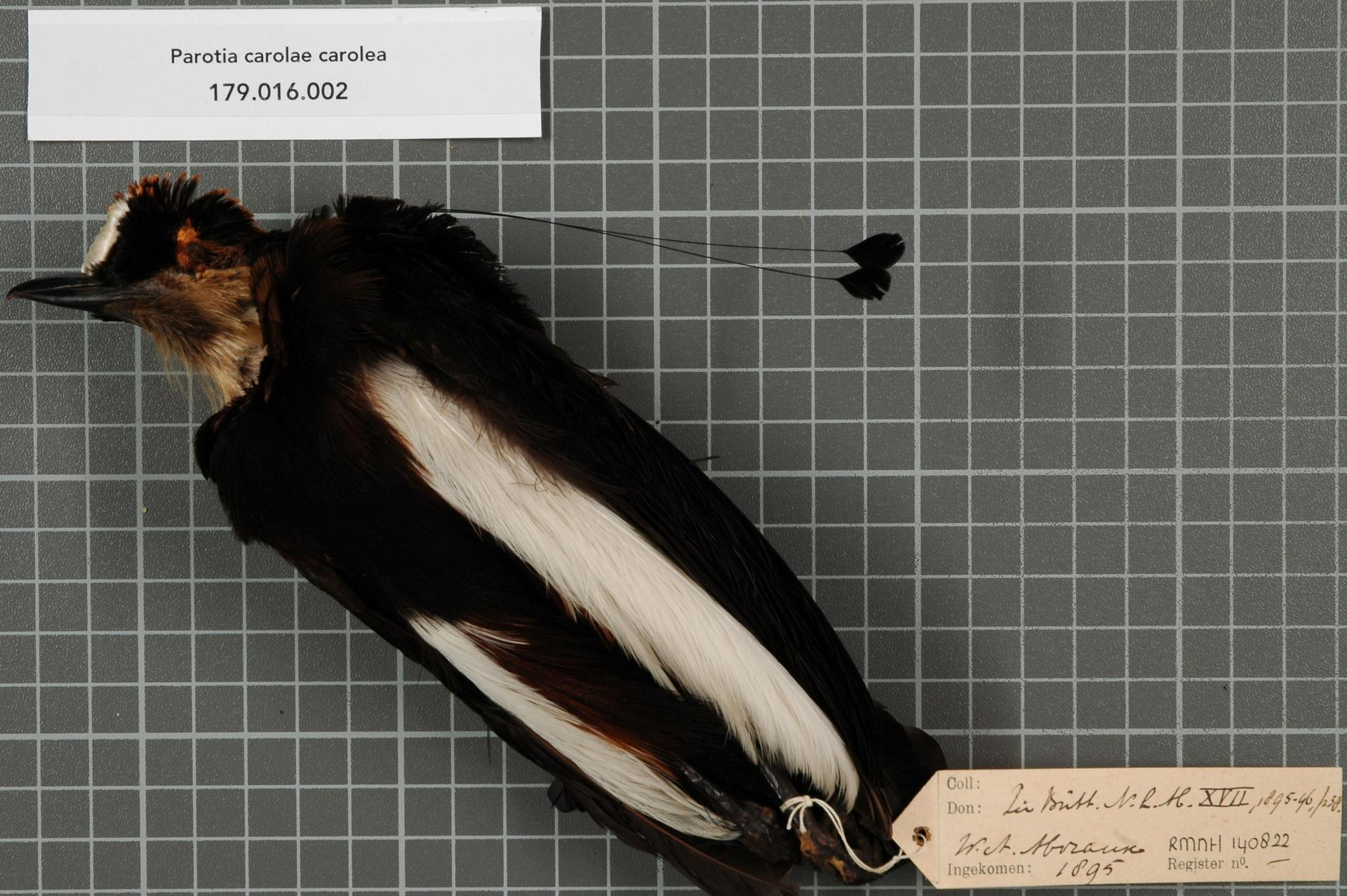
Exemplar de Parotia carolae macho, empalhado.

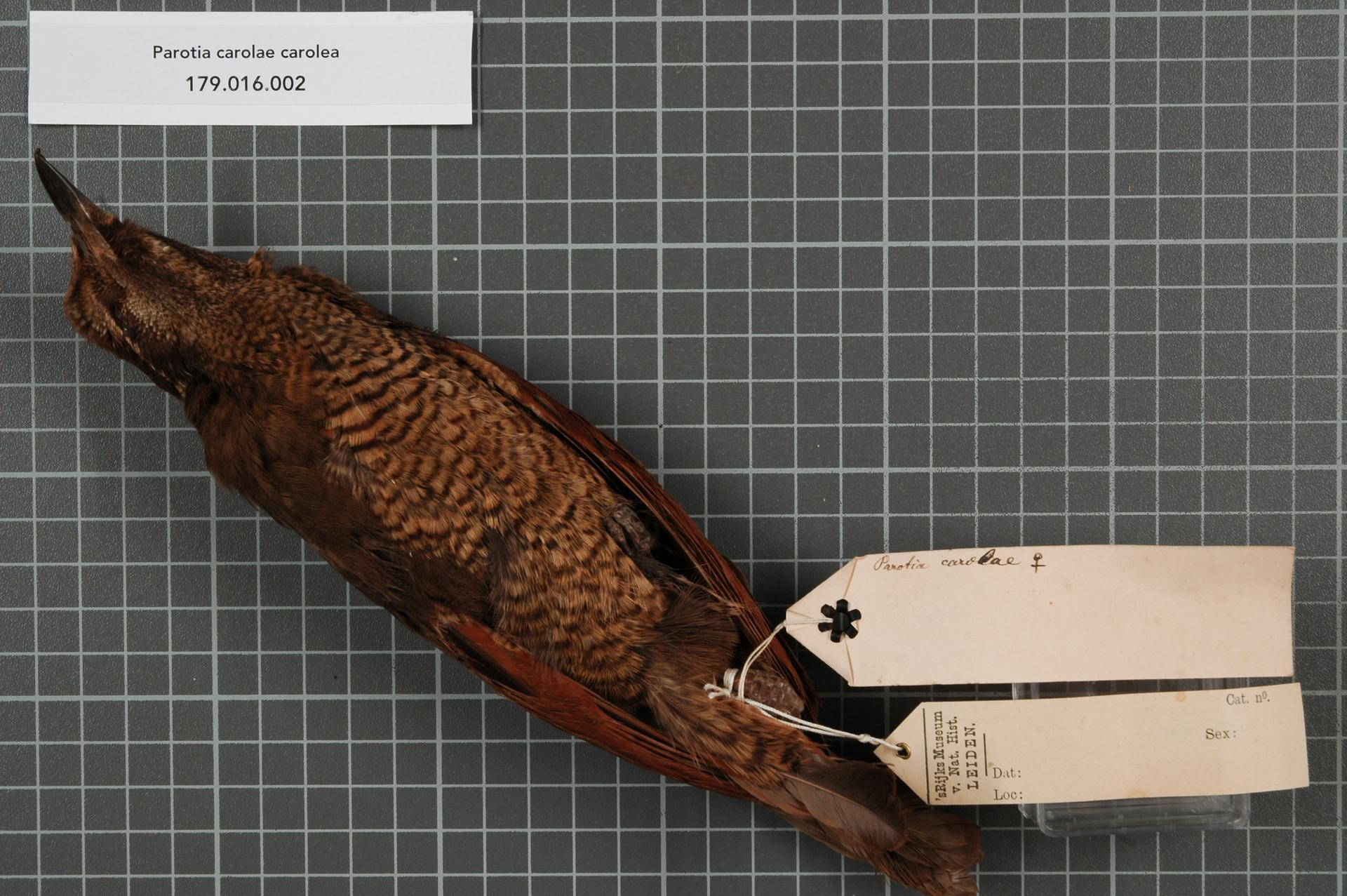
Exemplar de Parotia carolae fêmea, empalhado.

É uma ave de médio porte, alcançando até 26cm. Possui um grande dimorfismo sexual. Os machos tem a cabeça preta como coberta por um brilho bronze acobreado, possui seis fios na cabeça, três de cada lado, a sua crista frontal é bronzeada com a ponta prateada, os olhos são azuis (podendo variar para amarelo durante o ritual de acasalamento) sendo realçados por uma cobertura de dourado e tons de roxo e azul abaixo de seus olhos, crescente ao papo e garganta, tem um pequeno bigode de penas ao redor de seu bico, com uma franja de coloração preta acima dos olhos, que seguem por duas linhas brancas listradas por dourado. Entre suas asas à um manto preto-acastanhado ofuscante, servindo como um "tutu", abrangente à tufos branco-algodão com laterais em bronze curvados para dentro, abrindo-se apenas em rituais de acasalamento. As fêmeas são menos coloridas, não possuem o "tutu" ou o manto com ornamentos, suas cabeças são castanho-escuro na frente facial, olhos amarelos com um único traço preto-ofuscante e raias brancas ao redor, sua garganta até seu ventre são listrados por caramelo e marrom-escuro. Suas costas são cinzas que crescem nas asas se transformando em canela, a cauda é cinza assim como as costas.

## Comportamento
Habitam as florestas úmidas e tropicais entre as montanhas da Nova Guiné central, florestas intermediárias, primárias e secundárias de montanhas, circulando entre 1100-2000m, principalmente 1450-1800m, com total de cinco subespécies vivendo em diferentes regiões. Costumam a ficarem maior parte de seu tempo no chão da floresta ou em árvores baixas à médias. São poligamicôs, os machos conseguem atrair suas parceiras com os rituais de acasalamento, ocasionando em até mais de seis fêmeas acumuladas por um macho. Alimentam-se especialmente de figos, frutas nativas e insetos.

## Reprodução
Os machos se exibem para até seis fêmeas consecutivamente, possuindo passos ensaiados com diferentes danças de acasalamento, é único momento cujo exibe seu "tutu" naturalmente. As parótias-de-capacete possuem preferência pelo solo e poleiros baixos para realizar o cortejo. As fêmeas constroem e frequentam os ninhos sozinhas, em cima da copa de árvores. Os filhotes e desenvolvimento dessa espécie são completamente desconhecidos. A época de reprodução ocorre provavelmente pelos meses de setembro-outubro.
Em circunstâncias bastante específicas e raras, podem acabar por hibridizar com a loforina-soberba (Lophorina superba).

## Subespécies
A parótia-de-capacete apresenta um total de cinco subespécies reconhecidas. A parótia-bronzeada (Parotia berlepschi) era considerada também uma subspécie da parótia-de-capacete, mas em 2005 foi sugerida para ser desmembrada e considerada uma espécie separada.
- Parotia carolae carolae: (Weyland até Wissel Lakes, região de (Paniai Lakes), no Oeste da Nova Guiné)

- Parotia carolae chalcothorax: (Doorman, apenas Sul de Idenburg (Taritau) no Oeste da Nova Guiné)

- Parotia carolae chrysenia: (Norte da Cordilheira, incluindo Lordberg, Hunstein e provavelmente Schrader, também Norte de Bismarck, no Leste da Nova Guiné)

- Parotia carolae clelandiorum: (provavelmente Sul de Eastern Highlands (Até Leste de Crater Mt), no sudeste da Nova Guiné)

- Parotia carolae meeki: (Sudirman, do Leste de Paniai Lakes e Sul de Doorman (Norte do rio Mamberamo), Leste da Nova Guiné)